# Laguna Pargos
A  Laguna Pargos é um lago localizado na Guatemala. Localiza-se no departamento de Retalhuleu, Município de Champerico.